# Малипетр, Ян
Ян Малыпетр (чеш. Jan Malypetr, 21 декабря 1873 года, Клобуки — 27 сентября 1947 года, Сланы) — чехословацкий политик, премьер-министр Чехословакии с 29 октября 1932 года по 5 ноября 1935 года.

## Биография
Родился в семье помещика  В 1899 году вступил в только что созданную аграрную партию, а с 1906 года вошёл в её исполнительный комитет. В 1911 году стал мэром родной деревни Клобуки, в 1914 году — соседнего города Слани.
С провозглашением независимости Чехословакии в 1918 году был избран в Национальное собрание. В 1922—1925 годах занимал пост министра внутренних дел в правительстве своего однопартийца, лидера аграриев Антонина Швеглы, а затем был избран председателем Палаты депутатов Национального собрания нового созыва. 
На этом посту Ян Малипетр находился до октября 1932 года, когда премьер-министр, также аграрий Франтишек Удржал был вынужден подать в отставку, утратив поддержку однопартийцев, в том числе нового лидера партии Рудольфа Берана.
Возглавив новое правительство, Малипетр продолжал политику так называемой «широкой коалиции», при которой в правительство входили представители всех основных политических партий Чехословакии (имевшие относительное большинство в парламенте аграрии, социал-демократы, национальные социалисты, народники), а также умеренные партии немецкого меньшинства. В целях борьбы с международным экономическим кризисом успешно расширил полномочия правительства по принятию решений в обход законодательной власти. В 1935 году после кончины председателя Палаты депутатов Богумира Брадача Малипетр вернулся на этот пост, который занимал до роспуска парламента с нацистской оккупацией в 1939 году, а новое правительство сформировал его однопартиец Милан Годжа.
После оккупации Чехии нацистами Малипетр ушёл из политики, однако в 1944 году принял участие в создании Лиги против большевизма, организованной властями Протектората Богемии и Моравии в ответ на соглашение эмигрантского правительства Бенеша с советскими властями. После освобождения Чехословакии в 1945 году был привлечён к ответственности, но оправдан.